# Nikolai Wladimirowitsch Fomenko

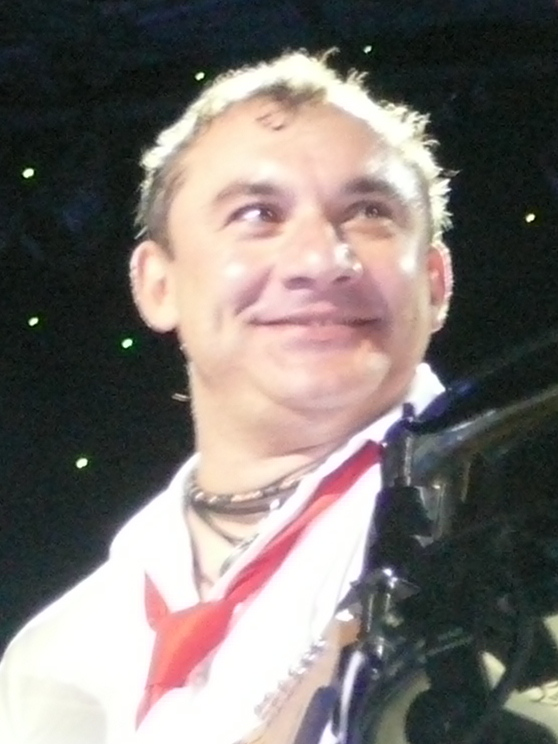
Nikolai Fomenko 2007

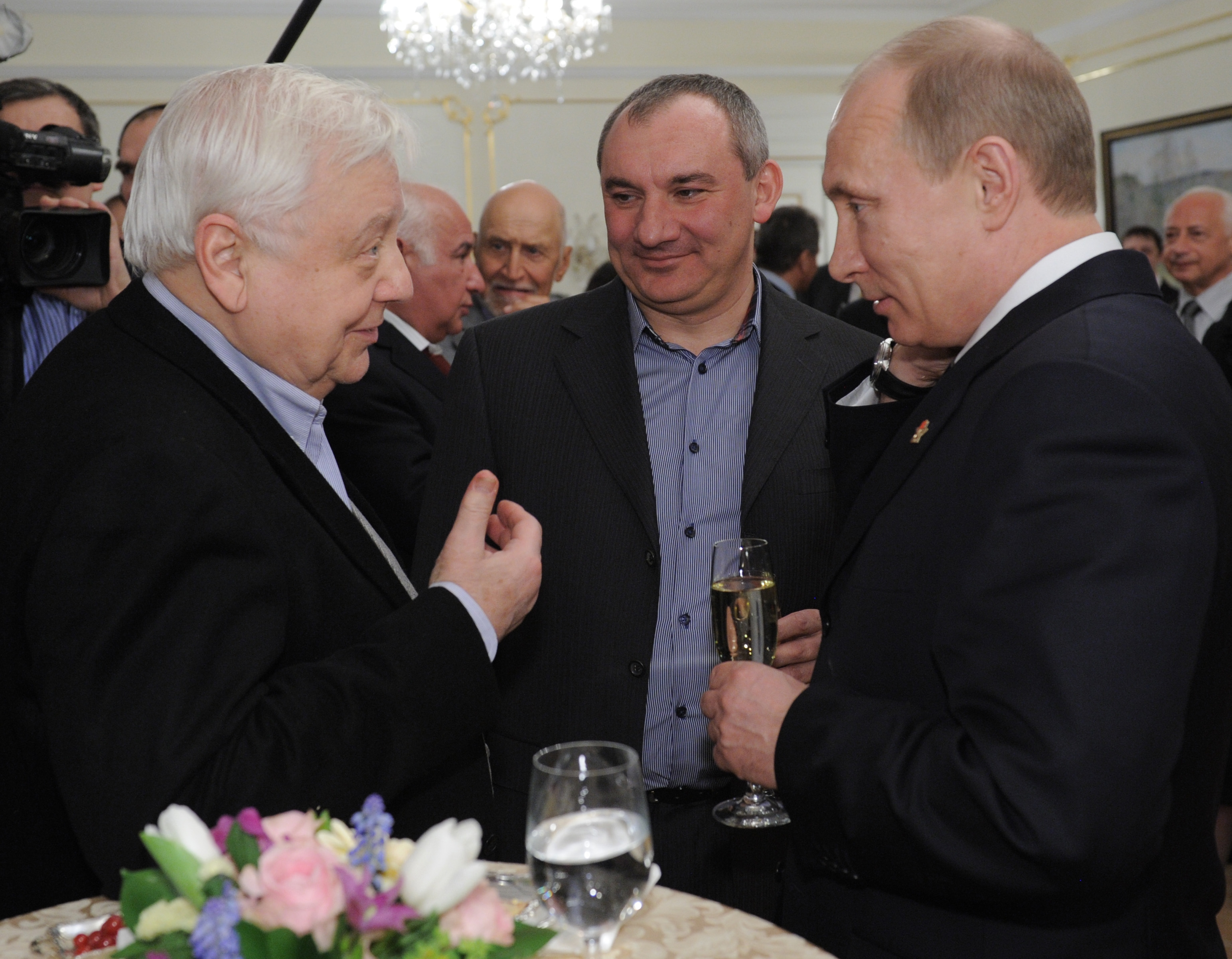
Nikolai Fomenko (Mitte) mit Oleg Tabakow (links), dem Leiter des Tschechow-Kunsttheater Moskau und dem russischen Staatspräsidenten Wladimir Putin

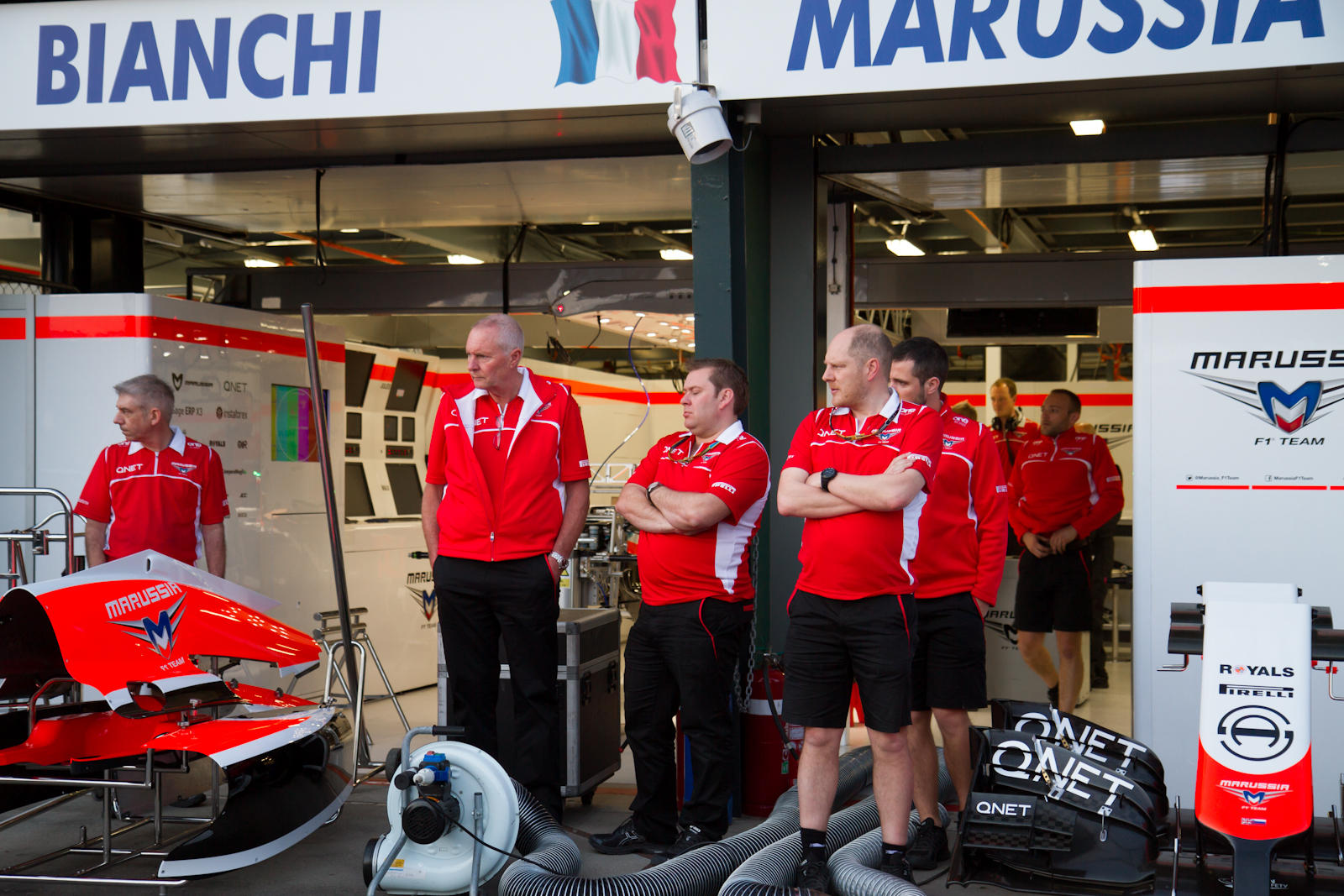
Marussia-F1-Personal beim Großen Preis von Australien 2014

Nikolai Wladimirowitsch Fomenko (russisch Николай Владимирович Фоменко; * 30. April 1962 in Leningrad) ist ein russischer Schauspieler, Musiker, Unternehmer, Motorsportingenieur- und Funktionär sowie ehemaliger Autorennfahrer.

## Schauspieler
Nikolai Fomenko machte in den 1970er-Jahren in Leningrad eine Ausbildung zum Schauspieler. Sein erstes Engagement hatte er zwischen 1974 und 1976 im Theater of Youth Creativity. Danach kamen neben Auftritten in diversen Theaterern auch immer wieder Rollen in russischen Filmproduktionen. Fomenko arbeitete auch als Moderator für russische Fernsehanstalten. Er moderierte die russische Version von der Der Schwächste fliegt und seit 2009 Top Gear Russia, einen Ableger der BBC-Sendung Top Gear.

## Musiker
Nikolai Fomenko war Gründungsmitglied der russischen Rockband Secret, die 1982 erstmals in Erscheinung trat. Fomenko war Sänger und Gitarrist der Band und ist dort mit Unterbrechungen bis heute aktiv.

## Marussia Motors und Marussia F1 Team
2007 gründete Fomenko gemeinsam mit den Partnern Marussia Motors. Das Unternehmen mit Sitz in Moskau setzte sich zum Ziel, Sportwagen der Luxus-Klasse herzustellen. Neben zwei Sportwagen, dem Marussia B1  (2008) und dem B2 (2009), wurde 2010 auch ein SUV vorgestellt. Zu einer Produktion kam es nicht. 2014 meldete das Unternehmen Insolvenz an und der Betrieb wurde geschlossen.
Ende der Formel-1-Saison 2010, beim letzten Wertungslauf des Jahres, dem Großen Preis von Abu Dhabi, überwarb Marussia Motors einen signifikanten Anteil an Virgin Racing. Im Februar 2011 übernahm Fomenko beim nunmehr als Marussia F1 Racing antretenden Team die Rolle des leitenden Ingenieurs und hatte diese Funktion bis zur Insolvenz des Teams Ende 2014 inne.

## Karriere als Rennfahrer
Zwischen 2000 und 2005 war Nikolai Fomenko auch als Fahrer aktiv. Das Gros seiner 70 Rennstarts hatte er in der FIA-GT-Meisterschaft, wo seine beste Platzierung im Gesamtklassement der siebte Rang in der N-GT-Klasse 2014 war. Zweimal bestritt er das 24-Stunden-Rennen von Le Mans und einmal das 12-Stunden-Rennen von Sebring. In Le Mans war die beste Platzierung der 17. Rang 2005. In Sebring kam er 2003 nicht in die Wertung.

## Statistik

### Le-Mans-Ergebnisse
| Jahr | Team                  | Fahrzeug                  | Teamkollege     | Teamkollege        | Platzierung | Ausfallgrund |
| ---- | --------------------- | ------------------------- | --------------- | ------------------ | ----------- | ------------ |
| 2004 | Freisinger Motorsport | Porsche 911 GT3 RSR       | Alexey Vasilyev | Robert Nearn       | Ausfall     | Unfall       |
| 2005 | Russian Age Racing    | Ferrari 550 GTS Maranello | Alexey Vasilyev | Christophe Bouchut | Rang 17     |              |

### Sebring-Ergebnisse
| Jahr | Team                 | Fahrzeug          | Teamkollege           | Teamkollege     | Platzierung | Ausfallgrund |
| ---- | -------------------- | ----------------- | --------------------- | --------------- | ----------- | ------------ |
| 2003 | RWS-Yukos Motorsport | Porsche 911 GT3-R | Walter Lechner junior | Stéphane Daoudi | Ausfall     | Motorschaden |